# ریچموند (اورگن)
ریچموند (به انگلیسی: Richmond) یک منطقهٔ مسکونی در ایالات متحده آمریکا است که در شهرستان ویلر، اورگن واقع شده‌است. ریچموند ۹۷۹٫۹۴ متر بالاتر از سطح دریا واقع شده‌است.